# Hallbjörn halvtroll
Hallbjörn halvtroll (Hallbjǫrn hálftrǫll), troligen född under 700-talets senare hälft, var en norsk herse (hövding) från ön Hrafnista (nuvarande Ramsta) utanför Namdalens kust norr om Trondheim. Om hans levnad är ingenting känt, men han figurerar som en rätt betydande bifigur i fornaldarsagan Ketils saga hængs. Hans namn förekommer också i genealogiska notiser och namnlistor i både Landnámabók (Hauksbók) och Skáldatal samt i flera sagor, till exempel Egils saga, Njáls saga och Gísla saga Súrssonar.

## Hallbjörns släkt
Den information om Hallbjörn som upprepas i släktnotiserna är att han var son till Hrafnistaättens patriark Ulf den oarge, samt att han själv hade sonen Kettil hanlax (Ketill hængr eller hœngr). Från denne Kettil härstammade sedan alla Hrafnista-sagornas hjältar. Grim ludenkind (Grímr loðinkinni) var hans son, Orvar Odd en sonson och An bågspännaren (Án bogsveigir) en dotterdotterson. Men från Kettil hanlax löper släkttrådar också till Island. Hans dotter Hrafnhild hade nämligen med Torkel Namdalsjarl sonen Kettil hanlax den yngre, som utvandrade efter att ha råkat i konflikt med Harald hårfagre. Hans son Hrafn blev den isländska fristatens förste lagsagoman efter alltingets grundare Ulfljot.
Egils saga nämner särskilt att Hallbjörn halvtroll hade en syster vid namn Hallbera. Hon var nämligen mor till hamnskiftaren Kvällulv, som också drevs på flykt till Island. Han var myramännens stamfar; far till Skallagrim och farfar till Egil Skallagrimsson.

## Ketils saga hængs
Den enda saga som sätter in Hallbjörn halvtroll i ett berättande sammanhang är Ketils saga hængs. Hallbjörn sägs där ha varit en mäktig hövding över "bönderna i norr" – men han hade svårt att få pli på sin askeladd till son. Jakt, fiske och jordbruk har varit hans utkomst, men därutöver får vi inte veta mycket om hans liv. Inte heller hustruns namn omtalas, trots att sonen Kettil sägs ha tyckt bättre om sin mor än om sin far.

## Tillnamnet
Hallbjörns tillnamn "halvtroll" har uppmärksammats därför att det anses tyda på att han och systern Hallbera hade en samisk mor. "Alla islänningar härstammar från den kvinnan", konstaterar Hermann Pálsson. Att samer kallats "troll" har kanske berott på att ordet också kunnat användas om någon som är trollkunnig, vilket samerna troddes vara.
Men när – drygt ett halvt årtusende senare – de sagor skrevs vari Hallbjörn och Hallbera omtalas, var det i mycket folktrons troll som föresvävade sagaskrivarna. Trollen troddes vara stora och fula varelser, vilkas makt var störst om natten. Det är också så som halvtrollsättlingarna Kvällulv och Skallagrim beskrivs i Egils saga. Båda är storväxta, mörka och fula, och när skymningen faller och deras trollnatur tar överhanden, skiftar de hamn och blir skrämmande och farliga.
Hallbjörn halvtrolls son Kettil var också stor och ful, och den käresta han funnit i ödemarken var lika storväxt hon, med ett ansikte en hel aln brett (hún hafði alnar breitt andlit). När pappa Hallbjörn, som ville ha ett ståndsmässigt gifte åt sin son, såg henne råkade han i affekt: Hví býðr þu trǫlli þessu hér at vera?, dundrade han. (Varför bjuder du hem detta troll?)
Här – som på andra ställen i sagorna – har Finnmarkens människor förvandlats till folktrons troll, och det är Hallbjörns släktskap med dessa varelser, dokumenterat i tillnamnet, som har dikterat hur hans och systern Hallberas ättlingar på Island har kommit att skildras. Skulle till exempel Egil Skallagrimsson ha beskrivits som lika storvuxen, ful, grym, sniken och hänsynslös om han inte haft ett halvtroll i stamtavlan?